# Agyrta phylla
Agyrta phylla är en fjärilsart som beskrevs av Druce 1893. Agyrta phylla ingår i släktet Agyrta och familjen björnspinnare. Inga underarter finns listade i Catalogue of Life.